# Lutter am Barenberge
Lutter am Barenberge es una localidad situada en el municipio de Langelsheim, distrito de Goslar, estado federado de Baja Sajonia (Alemania).
Fue un municipio independiente hasta su disolución el 1 de noviembre de 2021.
Está ubicada a poca distancia al oeste de la frontera con el estado de Sajonia-Anhalt y al sur de la ciudad de Salzgitter.